# Liste der Monuments historiques in Arsy
Die Liste der Monuments historiques in Arsy führt die Monuments historiques in der französischen Gemeinde Arsy auf.

## Liste der Objekte
| Bezeichnung                            | Beschreibung          | Standort                       | Kennzeichnung | Schutzstatus | Datum | Bild |
| -------------------------------------- | --------------------- | ------------------------------ | ------------- | ------------ | ----- | ---- |
| Zwei Skulpturen von heiligen Bischöfen | Holz, 18. Jahrhundert | in der Kirche St-Médard (Lage) | PM60003531    | Inscrit      | 1979  |      |
| Skulptur des heiligen Médard           | Holz, 16. Jahrhundert | in der Kirche St-Médard (Lage) | PM60000041    | Classé       | 1913  |      |